# Lasioglossum fasciger
Lasioglossum fasciger är en biart som först beskrevs av Embrik Strand 1909.  Lasioglossum fasciger ingår i släktet smalbin, och familjen vägbin. Inga underarter finns listade i Catalogue of Life.